# Mijaíl Artamónov (taekwondo)
Mijaíl Artamónov –en ruso, Михаил Артамонов– (San Petersburgo, 20 de julio de 1997) es un deportista ruso que compite en taekwondo.
Participó en los Juegos Olímpicos de Tokio 2020, obteniendo una medalla de bronce en la categoría de –58 kg.
Ganó una medalla de plata en el Campeonato Mundial de Taekwondo de 2017 y dos medallas en el Campeonato Europeo de Taekwondo, oro en 2018 y bronce en 2016.

## Palmarés internacional
| Juegos Olímpicos   | Juegos Olímpicos     | Juegos Olímpicos  | Juegos Olímpicos |
| Año                | Lugar                | Medalla           | Categoría        |
| ------------------ | -------------------- | ----------------- | ---------------- |
| 2020               | Tokio (Japón)        | Medalla de bronce | –58 kg           |
| Campeonato Mundial |                      |                   |                  |
| Año                | Lugar                | Medalla           | Categoría        |
| 2017               | Muju (Corea del Sur) | Medalla de plata  | –58 kg           |
| Campeonato Europeo |                      |                   |                  |
| Año                | Lugar                | Medalla           | Categoría        |
| 2016               | Montreux (Suiza)     | Medalla de bronce | –54 kg           |
| 2018               | Kazán (Rusia)        | Medalla de oro    | –58 kg           |